# ستيفن ليفيتان
ستيفن إي ليفيتان (ولد في 6 أبريل 1962) هو مخرج وكاتب سيناريو أمريكي ومنتج أفلام كوميدية تلفزيونية. ألف مسلسلات تلفزيونية مثل أطلق الرصاص علي! ومودرن فاميلي.

## النشأة والتعليم
نشأ ليفيتان يهوديًا في شيكاغو، إلينوي. التحق بمدرسة ثانوية جلينبروك ساوث وجامعة ويسكونسن-ماديسون (1980-1984) وتخرج منها بدرجة البكالوريوس في الصحافة.